# Jan Karlsgården
Friluftsmuseet Jan Karlsgården i Kastelholm Sunds kommun på Åland, Finland, består av byggnader som flyttats dit från olika delar av Åland. Friluftsmuseet har haft Skansen i Stockholm som förebild och hade som syfte att visa upp åländsk byggnads- och boendekultur, sälja hemslöjd och ordna fester i traditionell anda. De första byggnaderna, ett par kvarnar, flyttades till platsen 1931 medan manbyggnaden som givit museet dess namn flyttades till området 1934 från Bamböle, Finström. Idag finns över tjugo byggnader i friluftsmuseet som ger en bild av hur en åländsk bondgård under senare delen av 1800-talet såg ut. Jan Karlsgården är indelad i en mangård med boningshus, lillstuga, parbodar, loftbod och härbre samt fägård med stall, fähus, oxstall och fårhus. Rian, bastun och smedjan är placerade längre bort från mangården.
Sedan 1940-talet är det tradition att varje år resa en midsommarstång på Jan Karlsgården och här hålls Ålands största julmarknad. Museet kan besökas året runt, men det är bara under sommaren som  byggnaderna är öppna för besökare.